# Parafia św. Szczepana w Warszawie
Parafia Świętego Szczepana w Warszawie – rzymskokatolicka parafia należąca do dekanatu mokotowskiego, archidiecezji warszawskiej, metropolii warszawskiej Kościoła katolickiego, w Warszawie. Obsługiwana przez ojców jezuitów.

## Historia
Parafia została erygowana w 1949. 

### Kościół parafialny
Kościół wybudowany w latach 1998–2003.